# Ciento veintiocho
Este artículo trata sobre el número 128. Para el año, véase año 128
El ciento veintiocho (128) es el número natural que sigue al ciento veintisiete y precede al ciento veintinueve.

## Propiedades matemáticas
- Es un número compuesto, que tiene los siguientes factores propios: 1, 2, 4, 8, 16, 32 y 64. Como la suma de sus factores es 127 < 128, se trata de un número defectivo.
- 128 es la séptima potencia de 2.

- Datos: Q430908
- Multimedia: 128 (number) / Q430908